# Caulophrynidae
Famille
Caulophrynidae est une famille de poissons abyssaux de l'ordre des Lophiiformes.

## Liste des genres
Selon FishBase (13 fev. 2016), World Register of Marine Species (13 fev. 2016) et ITIS (13 fev. 2016) :
- genre Caulophryne Goode & Bean, 1896
- genre Robia Pietsch, 1979

## Liste des espèces
Selon FishBase (13 fev. 2016) :
- genre Caulophryne
  - Caulophryne bacescui Mihai-Bardan, 1982
  - Caulophryne jordani Goode & Bean, 1896
  - Caulophryne pelagica (Brauer, 1902)
  - Caulophryne polynema Regan, 1930
- genre Robia
  - Robia legula Pietsch, 1979